# Kursk (krater)
Kursk, krater kurski (ros. Курский кратер) – krater uderzeniowy położony w pobliżu miasta Kursk w obwodzie kurskim, w europejskiej części Rosji. Nie jest widoczny na powierzchni ziemi.
Krater ma 6 km średnicy i powstał około 250 milionów lat temu, najprawdopodobniej w triasie, w skałach osadowych przykrywających podłoże krystaliczne.